# Jaroslav Václav Holeček
Jaroslav Václav Holeček (16. listopadu 1907 Čistá u Mladé Boleslavi – 31. října 1982 Brno) byl akademický malíř, sklářský výtvarník, profesor VŠUP.

## Umělecká činnost

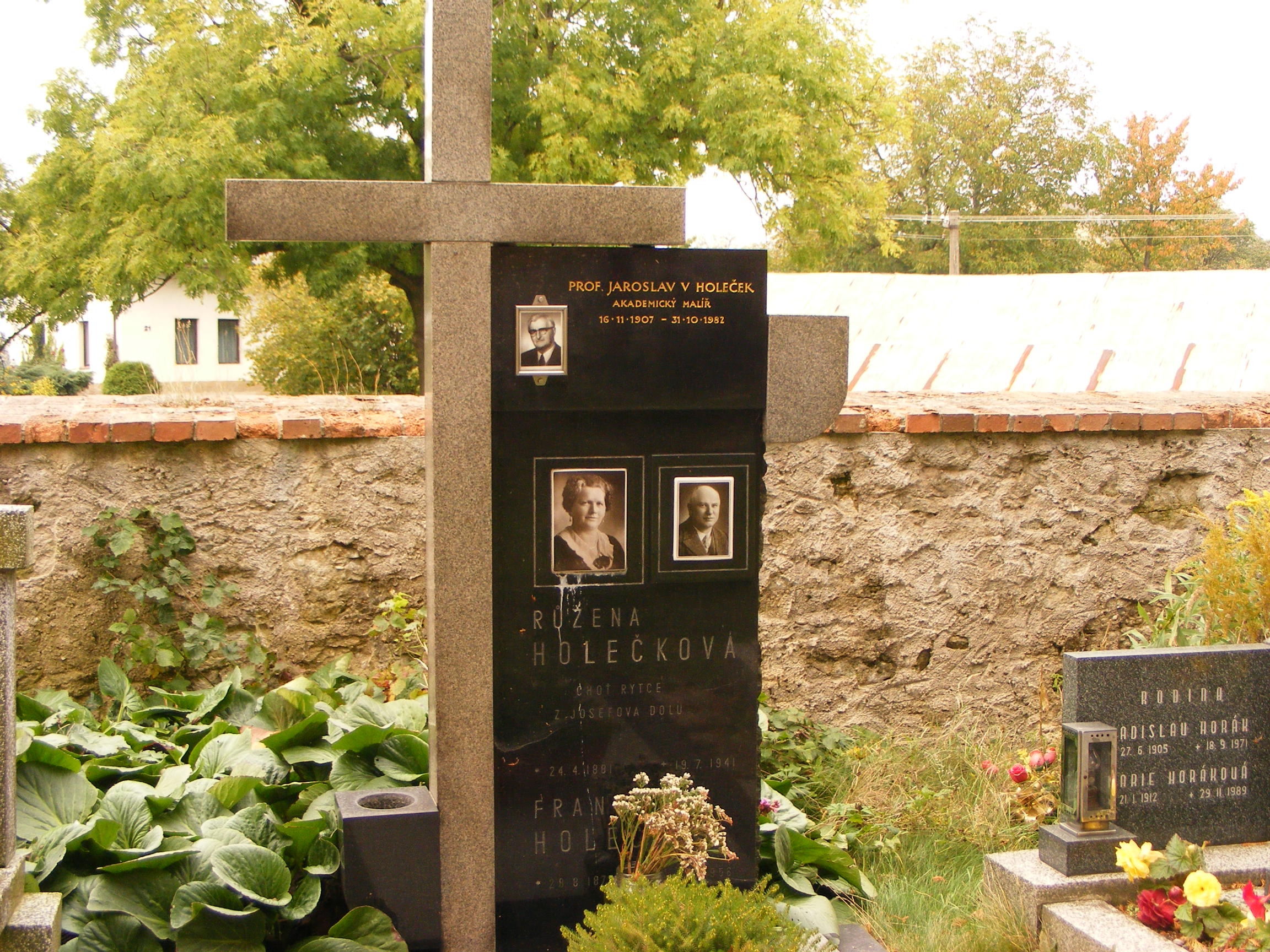
Hrob Jaroslava Václava Holečka na hřbitově v Čisté

Navštěvoval reálku v Mladé Boleslavi. Malbu na skle se vyučil v dílně svého prastrýce Josefa Nováka v Čisté. Absolvoval odbornou školu sklářskou v Boru u České Lípy a v letech 1927-1931 studoval na Uměleckoprůmyslové škole u prof. V. Kysely. Podnikl studijní cesty do Paříže a Švédska. Jako umělecký výtvarník působil v muzeu v Bratislavě a Piešťanech. Od roku 1934 byl prvním českým pedagogem  a od roku 1937 zástupcem ředitele na Státní odborné škole pro sklářský průmysl v Novém Boru, Zde během svého působení vytvořil množství uměleckých předmětů ze skla. Roku 1941 získal čestný diplom na Trienále skla v Miláně.
Po odstoupení pohraničí byla škola obsazena německou armádou a přeměněna na vojenský lazaret. V té době ve škole převažovali čeští studenti, kteří s Jaroslavem Holečkem odešli roku 1939 do Prahy. Holeček si na Ministerstvu školství vymohl jejich přechod na Uměleckoprůmyslovou školu, kde založil Speciální školu pro užité malířství a výtvarné sklářské práce. Po uzavření vysokých škol nabízela Uměleckoprůmyslová škola jako jediná vzdělání ve výtvarných oborech a v Holečkově ateliéru se sešli studenti, kteří později založili slávu českého autorského skla – René Roubíček, Stanislav Libenský, Věra Lišková, Miluše Kytková nebo Josef Hospodka. Uměleckoprůmyslová škola postrádala vybavení pro techniky horkého skla a Holečkův ateliér se stal populární rytými portréty známých českých herců, malovanými vitrážemi a zejména plasticky broušeným dutým sklem.
Posluchači citlivě reagovali na potlačovanou národní svobodu a po Heydrichiádě byl Holečkův ateliér vykázán do Bartolomějské ulice a na Karlovo náměstí do náhradních prostor. Od roku 1943 byli žáci i profesoři totálně nasazeni pro válečný průmysl. Profesora Holečka po válce obvinili z loajálního postoje k protektorátním orgánům a jeho výtvarná kariéra tak skončila. Po roce 1948 Jaroslav Holeček krátce působil na generálním ředitelství Československých závodů sklářských. V Josefově Dole a Brně pracoval v textilní výrobě. Ke konci života žil v Brně, kde jako těžce invalidní zemřel.
Nevýznamnějším Holečkovým dílem před válkou byla vitrážová okna v cisterciácké síni Starobrněnského kláštera s motivem zakladatelky kláštera, královny Elišky Rejčky. Je autorem návrhu a následné realizace vitrážových oken s náměty českých patronů pro Československou smírčí kapli na Olivetské hoře v Jeruzalémě. Na žádost ministerstva školství také vytvořil oltářní vitráž na motiv blahoslavené Anežky České pro tehdy nově postavený kostel sv. Anežky České v Českých Velenicích. 